# Flor do Jardim Primavera
O Grêmio Recreativo Escola de Samba Flor do Jardim Primavera é um escola de samba de Duque de Caxias, que participa do Carnaval carioca. Está sediada no bairro de Jardim Primavera.

## História
Fundada em 2015, a Flor do Jardim Primavera foi criada a partir do bloco de enredo Flor da Primavera, num processo parecido com  União de Campo Grande e União da Ponte: ambas as agremiações dividem a mesma sede e quadra: Avenida Marquês de Baependi, número 598 A.
Cogitou-se que desfilaria no carnaval 2018, mas apenas em 2019 conseguiu filiação à LIESB. Desfilou pela primeira vez em 2020, no sábado pós-Carnaval, pelo Grupo de Avaliação.

## Segmentos

### Presidência
| Mandato               | Presidente                             | Referência |
| --------------------- | -------------------------------------- | ---------- |
| Fundação - atualmente | Jorge Luiz Cesário da Silva “Jorginho” | [ 6 ]      |

### Diretores
| Ano  | Diretor de Carnaval | Diretor geral de harmonia | Mestre de bateria | Ref.  |  |
| ---- | ------------------- | ------------------------- | ----------------- | ----- |  |
| 2020 | Orlando Júnior      | Nádia Lucena              | Dilúcio Ferreira  | [ 6 ] |  |
| 2023 | Edson Cesário       |                           | Dudu              |       |  |

### Casal de mestre-sala e porta-bandeira
| Período | Nome                                  | Referência |
| ------- | ------------------------------------- | ---------- |
| 2020    | Diego Lucas e Monalisa Silva Weykfiel | [ 6 ]      |

### Corte de Bateria
| Período | Rainha      | Ref.  |
| ------- | ----------- | ----- |
| 2020    | Karina Pena | [ 6 ] |

### Intérpretes
| Período | Intérprete oficial | Ref.  |
| ------- | ------------------ | ----- |
| 2020    | Carlinhos Cacau    | [ 6 ] |

## Carnavais
| Ano | Colocação | Grupo | Enredo | Carnavalesco | Ref.              |
| --- | --- | --- | --- | --- | ----------------- |
| 2020 | 11º lugar | Grupo de Avaliação (quinta divisão)                                                                                   | Iracema (Samba-enredo composto por Maurício Juliano, Sr. Wilson, Wagner Zanco, Arthur Sambista, PC do Repique, Antônio Amaral Edson Brasil, Marx PQD, Gonzaguinha, Diogo Emoção, Paulinho Cerezo e Julio Page) | Fabiano Ferraro | [ 4 ] [ 5 ] [ 6 ] |
| Inicialmente adiados para o mês de julho, os desfiles do Carnaval 2021 foram cancelados devido a pandemia de Covid-19 | Inicialmente adiados para o mês de julho, os desfiles do Carnaval 2021 foram cancelados devido a pandemia de Covid-19 | Inicialmente adiados para o mês de julho, os desfiles do Carnaval 2021 foram cancelados devido a pandemia de Covid-19 | Inicialmente adiados para o mês de julho, os desfiles do Carnaval 2021 foram cancelados devido a pandemia de Covid-19                                                                                          | Inicialmente adiados para o mês de julho, os desfiles do Carnaval 2021 foram cancelados devido a pandemia de Covid-19 | [ 7 ]             |
| 2022 | 17° Lugar | Grupo de Avaliação (quinta divisão)                                                                                   | Prazer | Comissão de Carnaval                                                                                                  | [ 8 ]             |
| 2023 | 15º Lugar | Grupo de Avaliação (quinta divisão)                                                                                   | Viagem ao Meio Mundo - Povos e Lugares que Ocupam a Linha do Equador | Comissão de Carnaval                                                                                                  | [ 9 ]             |
| Após ser rebaixada, a escola ficará suspensa por 2 anos.                                                              | | | | |                   |